# Чайкен, Айлин
Айлин Чайкен (англ. Ilene Chaiken; род. 30 июня 1957 года) — американский режиссёр, продюсер и сценарист. Автор сценария и исполнительный продюсер сериала «Секс в другом городе» (англ. The L Word).
Чайкен также написала сценарий к фильмам «Не называй меня малышкой», «Грязные снимки» (англ. Dirty Pictures, 2000) и «Странная забота» (англ. Damaged Care, 2002). Айлин работала и над сериалом «Принц из Беверли-Хиллз», и фильмом «Удовлетворение» в 1988 году. Кроме продюсирования фильмов и написания сценариев она занимается тренировкой агентов для агентства Криэйтив Артистс и является исполнительным директором Аарон Спеллинг и Куинси Джоунс Энтертейнмент. В 2008 году Айлин была удостоена премии GLAAD Media Awards.

## Личная жизнь
Чайкен — открытая лесбиянка. Сейчас Айлин находится в отношениях с Луанной Брикхаус. У неё есть дочери-близняшки Таллула и Августа, которых она воспитывает со своей бывшей партнершей — Мигги Худ.